# Западна провинция
Западна провинция е провинция на Папуа Нова Гвинея. Площта ѝ е 98 189 квадратни километра и има население от 201 351 души (по преброяване от юли 2011 г.). Намира се в часова зона UTC+10. Разделена е на 3 окръга.